# Шендрень (Ясси)
Шендрень, Шендрені (рум. Șendreni) — село у повіті Ясси в Румунії. Входить до складу комуни Вікторія.
Село розташоване на відстані 344 км на північ від Бухареста, 22 км на північ від Ясс.

## Населення
За даними перепису населення 2002 року у селі проживали 335 осіб, усі — румуни. Усі жителі села рідною мовою назвали румунську.